# Fakira
Fakira (फकिरा) to bollywoodzki dramat rodzinno-kryminalny z 1976 roku w reżyserii C.P. Dixitisa. W rolach głównych wystąpili Shashi Kapoor, Shabana Azmi, Asrani, Aruna Irani, Danny Denzongpa i Iftekhar. W 1978 rokupowstał remake w języku telugu zatytułowany Dongalaku Donga (1978) z rolą Krishnyi Jayaprada.

## Opis fabuły
Bracia Ajay i Vijay żyją w slumsach razem z ojcem i chorą matką. Pewnego razu ich ojciec, upokorzony przez brutalnego sąsiada − przestępcę, składa na niego skargę na policji. W wyniku tego dom rodziny zostaje podpalony, rodzice chłopców giną. Po ich śmierci bracia zostają rozdzieleni. Mijają lata.
Vijay (Shashi Kapoor) przybiera przezwisko Fakira i staje się znanym w okolicy bandytą, poszukiwanym przez policję. W jego świat wkracza śliczna dziewczyna Geeta (Shabana Azmi), jednak Vijay nie jest pewien czy może jej ufać. Tymczasem życiu Fakira zaczyna grozić niebezpieczeństwo ze strony płatnego zabójcy Toofana (Danny Denzongpa).

## Obsada
- Shashi Kapoor jako Vijay / Nawab Jhumritalaya / Fakira
- Shabana Azmi jako Neeta / Geeta
- Asrani jako Popat
- Aruna Irani jako Neelam
- Danny Denzongpa jako Ajay / Toofan
- Madan Puri jako Chiman Lal
- Iftekhar jako komisarz Sujit (ojciec Neety)
- Achala Sachdev jako matka Neety
- Asit Sen jako inspektor policji

## Nagrody i nominacje
- Nagroda Filmfare za Najlepszą Scenografię − S. S. Samel
- Nagroda Filmfare za Najlepsze Zdjęcia − Fali Mistry
- nominacja do  Nagrody Filmfare za Najlepszy Playback Męski − Mahendra Kapoor w piosence "Sunke Teri Pukar"
- nominacja do  Nagrody Filmfare za Najlepszy Playback Kobiecy − Hemlata w piosence "Sunke Teri Pukar"[1]